# Аконтије
Аконтије (грч. Ἀκόντιος) је био лепи младић са острва Кеоса. Јунак је љубавне поеме са атинском племкињом Кидипом старогрчког песника Калимаха, коју је само у фрагментима сачувао Овидије у својим Хероидама (енг. Heroides).

## Митологија
Када је дошао на Дел поводом годишњег фестивала у част богиње Дијане, у храму је видео Кидипу како се припрема да жртвује оно што је за ту прилику припремила и на први поглед се заљубио. Да би је освојио, послужио се лукавством и пре него што је она положила жртву, претекао ју је, оставивши јабуку на којој је писало да се заклиње да ће се удати за Аконтија. Дадиља јој је додала јабуку, после чега је ова прочитала текст наглас, али је потом бацила јабуку.
Међутим, богиња Дијана је чула ове речи, што је Аконтије и желео. Он је отишао кући, не предузимајући никакве кораке. Када је Кидипин отац одлучио да уда кћерку за другог човека, она се разболела пре него што је брачна церемонија отпочела. То се понављало чак три пута, када је покушавао да уда своју кћи. Глас о томе се прочуо, што је чуо и Аконтије и пожурио до Атине и делфског пророчишта, које је консултовао и девојчин отац. Објашњење које су обојица добили у пророчишту је да Дијана болешћу кажњава девојку због кривоклетства. Девојка је сетивши се дешавања у Дијанином храму, објаснила то својој мајци, а отац је једино могао, пошто му ништа није преостало, да је уда за Аконтија.
Ова прича се приписује Овидију и Аристенету, а појављује се у фрагментима античке поезије код Калимаха, који је написао песму насловљену као „Кидипа“. Ову причу са неким модификацијама је написао и Антонин Либерал о Атињанину Хермохару и Ктесили.